# List (STL)
list 是C++標準程式庫中的一個類，可以簡單視之為雙向連結串列，以線性列的方式管理物件集合。list 的特色是在集合的任何位置增加或刪除元素都很快，但是不支持隨機存取。list 是C++標準程式庫提供的眾多容器（container）之一，除此之外還有vector、set、map、…等等。list 以模板方式實現(即泛型)，可以處理任意型別的變數，包括使用者自定義的資料型態，例如：它可以是一個放置整數（int）型態的 list、也可以是放置字串（char 或 string）型態的 list、或者放置使用者自定類別（user-defined class）的 list。

## 設計
list 被定義在 <list> 標頭檔中。一如其他STL元件，list屬於std名稱空間。
list 內部以資料結構的雙向連結串列實做，內部元素
記憶體各處，互相以link串接起來，每個元素都只知道其前一個元素以及下一個元素的位置。故要走訪整個list，必須從第一個元素開始逐個往下尋訪，不支持隨機存取(Random Access)。 list 的強項是高效的插入以及刪除，於list插入或刪除時只需要改動元素的link欄位，不需要搬動元素，代價相對便宜。
list 在經常需要於集合內部任意位置(即除了頭尾以外的其他位置) 頻繁增刪元素的工作上表現優秀。若僅需要於集合尾端增刪元素，那應該優先考慮vector容器，若僅於頭尾二端增刪元素，那應該優先考慮deque容器。

### 成員函數概觀
- 迭代 (Iterator)
  - list.begin() 回傳指向第一個元素的 Iterator。
  - list.end() 回傳指向最末元素的下一個位置的 Iterator。
  - list.rbegin() 回傳指向最末個元素的反向 Iterator。
  - list.rend() 回傳指向第一個元素的前一個位置的反向 Iterator。
- Capacity/Size:
  - list.empty()  若list內部為空，則回傳true值。
  - list.size()  回傳list內實際的元素個數。
  - list.resize() 重新分派list的長度。

- 存取元素的方法
  - list.front() 存取第一個元素。
  - list.back() 存取最末個元素。

- Modify methods
  - list.push_front() 增加一個新的元素在 list 的前端。
  - list.pop_front() 刪除 list 的第一個元素。
  - list.push_back() 增加一個新的元素在 list 的尾端。
  - list.pop_back() 刪除 list 的最末個元素。
  - list.insert() - 插入一個或多個元素至 list內的任意位置。
  - list.erase() - 刪除 list中一個或多個元素。
  - list.clear() - 清空所有元素。
- 重新配置／重設長度
  - list.reserve() - 如有必要，可改變 list的容量大小（配置更多的記憶體）。
  - list.resize() - 改變 list目前持有的元素個數。

## 使用說明

### 宣告
```
std
::
list
<
T
>
 
mylist
;

```